# Hexatoma xanthopoda
Hexatoma xanthopoda är en tvåvingeart som beskrevs av Alexander 1971. Hexatoma xanthopoda ingår i släktet Hexatoma och familjen småharkrankar. Inga underarter finns listade i Catalogue of Life.